# Lady M.
Lady M. (ang. Lady Macbeth) – brytyjski film dramatyczny z 2016 roku w reżyserii Williama Oldroyda, powstały na podstawie powieści Nikołaja Leskowa Powiatowa lady Makbet z 1864 roku. Główne role w filmie zagrali Florence Pugh, Cosmo Jarvis, Paul Hilton, Naomi Ackie i Christopher Fairbank.
Premiera filmu odbyła się 10 września 2016 podczas 41. Międzynarodowego Festiwalu Filmowego w Toronto. Siedem miesięcy później, 28 kwietnia 2017, obraz trafił do kin na terenie Wielkiej Brytanii. W Polsce premiera filmu odbyła się 30 czerwca 2017.

## Opis fabuły
Akcja filmu rozgrywa się na angielskiej prowincji w roku 1865. Młoda Katherine jest żoną Alexandra – szanowanego dziedzica rodzinnego imperium górniczego. Pod jednym dachem z małżonkami mieszka ojciec Alexandra, despotyczny Boris (Christopher Fairbank), który ma za złe synowej, że jeszcze nie urodziła mu wnuka, i zabrania jej opuszczać posiadłość. Życie znudzonej i samotnej pani domu zmienia się, gdy jej mąż i teść wyjeżdżają w interesach. Katherine wreszcie może się wybrać na wycieczki po okolicy. Podczas jednego ze spacerów poznaje zuchwałego, przystojnego parobka Sebastiana i nawiązuje z nim romans. Pod wpływem kochanka zdominowana dotąd przez mężczyzn, bezwolna dziewczyna zmienia się w pewną siebie, zdeterminowaną i bardzo niebezpieczną kobietę.

## Obsada
- Florence Pugh jako Katherine
- Cosmo Jarvis jako Sebastian
- Paul Hilton jako Alexander Lester
- Naomi Ackie jako Anna
- Christopher Fairbank jako Boris Leter
- Ian Conningham jako detektyw Logan
- Bill Fellows jako doktor Bourdon
- Golda Rosheuvel jako Agnes
- Rebecca Manley jako Mary
- Fleur Houdijk jako Tessa
- David Kirkbride jako Edward

## Produkcja
Zdjęcia do filmu kręcono we wrześniu i październiku 2015 roku na obszarze dwóch hrabstw w północno-wschodniej Anglii: 
- Durham (zamek Lambton w Chester-le-Street, Cow Green Reservoir, plaża w Seaham);
- Tyne and Wear (posiadłość Gibside)[4].

## Odbiór

### Krytyka w mediach
Film Lady M. pozytywnie odebrany przez krytyków. W serwisie Rotten Tomatoes średnia ocen filmu wyniosła 88% ze średnią oceną 7,6 na 10. Na portalu Metacritic średnia ocen wyniosła 76 punkty na 100.